# Такехико Каваниши
Такехико Каваниши (јап. 川西 武彦; Хирошима, 9. октобар 1938) бивши је јапански фудбалер.

## Каријера
Током каријере је играо за Тојо.

## Репрезентација
За репрезентацију Јапана дебитовао је 1959. године. За тај тим је одиграо 8 утакмица.

## Статистика
| Јапан  | Јапан   | Јапан  |
| Година | Наступи | Голови |
| ------ | ------- | ------ |
| 1959.  | 1       | 0      |
| 1960.  | 1       | 0      |
| 1961.  | 5       | 0      |
| 1962.  | 1       | 0      |
| Укупно | 8       | 0      |